# انبارتپه (نظرآباد)
دهکده ییلاقی انبارتپه (نظرآباد)، روستایی از توابع بخش تنکمان شهرستان نظرآباد در استان البرز ایران است.

## جمعیت
این روستا در دهستان تنکمان شمالی قرار دارد و براساس سرشماری مرکز آمار ایران در سال ۱۳۸۵، جمعیت آن ۶۱۳ نفر (۱۶۱خانوار) بوده‌است.دارای آب وهوای معتدل است
این روستا با نام شهید داریوش پورکریمی مزین شده است.
اسامی شورا:
سیدمصطفی حسینی
تورج فلاح کهن،
اکبر نخبه دهقان